# Цњанско језеро
Цњанско језеро (рус. Цнянское водохранилище; блр. Цнянскае вадасховішча) вештачко је језеро у северном делу града Минска у Белорусији и најважнији је део Слепјанског хидросистема и интегрални део знатно пространијег Вилејско-минског хидросистема. Језеро је водом испуњено 1982. године, а првобитно је саграђено зарад ефикаснијег снабдевања града пијаћом и техничком водом. 
Површина језера је 0,87 км², има готово овални облик дужине до 1,5 километара, односно ширине до 1,4 километра. Максимална дубина језера је 7,5 метара, просечно око 2,4 метра. Вода у језеро долази каналом из оближњег језера Дрозди. У средишту језера налази се веће острво. 